# Hirschhorn/Pfalz
Hirschhorn/Pfalz ist eine Ortsgemeinde im Landkreis Kaiserslautern in Rheinland-Pfalz. Sie gehört der Verbandsgemeinde Otterbach-Otterberg an.
Hirschhorn gilt als Typlokalität (erster Fundort) für das von Gerhard Dreyer (1944–1978) und Ekkehart Tillmanns (1941–2020) 1978 erstbeschriebene Mineral Dreyerit.

## Geographie
Hirschhorn liegt knapp 12 km in nordnordwestlicher Richtung von Kaiserslautern an der Lauter. Zur Gemeinde gehört auch der Wohnplatz Wölhof.
Nachbarorte von Hirschhorn sind die Ortsgemeinden Mehlbach im Osten, Katzweiler im Südosten, Sulzbachtal im Westen und Olsbrücken im Nordwesten.

## Geschichte
Das Dorf wurde erstmals 1233 urkundlich erwähnt. Das Kloster Otterberg war im Ort begütert. Der Ortsname Hirschhorn ist seit 1766 belegt.
Als Folge des Ersten Weltkriegs war die gesamte Region bis 1930 dem französischen Abschnitt der Alliierten Rheinlandbesetzung zugeteilt. Nach dem Zweiten Weltkrieg wurde Hirschhorn innerhalb der französischen Besatzungszone Teil des damals neu gebildeten Landes Rheinland-Pfalz.

## Politik

### Gemeinderat
Der Gemeinderat in Hirschhorn besteht aus zwölf Ratsmitgliedern, die bei der Kommunalwahl am 9. Juni 2024 in einer Verhältniswahl gewählt wurden, und der ehrenamtlichen Ortsbürgermeisterin als Vorsitzender.
Die Sitzverteilung im Gemeinderat:
| Wahl | FWG *             | WGW **            | Gesamt   |
| ---- | ----------------- | ----------------- | -------- |
| 2024 | 5                 | 7                 | 12 Sitze |
| 2019 | per Mehrheitswahl | per Mehrheitswahl | 12 Sitze |
| 2014 | per Mehrheitswahl | per Mehrheitswahl | 16 Sitze |

### Ortsbürgermeister
Peggy Pritschow (FWG) wurde am 5. Juli 2024 Ortsbürgermeisterin von Hirschhorn. Bei der Direktwahl am 9. Juni 2024 war sie als einzige Bewerberin mit einem Stimmenanteil von 54,5 % für fünf Jahre gewählt worden.
Ihre Vorgängerin Kathrin Groschup (parteilos) hatte das Amt im September 2020 übernommen. Zuvor war Beate Rudat (FWG) von 2009 bis 2020 Ortsbürgermeisterin.

### Wappen
| Wappen von Hirschhorn/Pfalz | Blasonierung: „In Silber auf schwarzem Felsenhügel, belegt mit einer silbernen Hirschstange, ein sitzendes rotes Eichhörnchen, einen schwarzen Doppelhaken haltend.“ |
| Wappen von Hirschhorn/Pfalz | Es wurde 1955 vom Mainzer Innenministerium genehmigt. |

## Kultur und Sehenswürdigkeiten

### Regelmäßige Veranstaltungen
- am 1. Mai „Maibaumfest“
- am 3. Wochenende im August „Hirschhorner Kerwe“ (findet nicht immer statt!)
- am Samstag vor dem 1. Advent „Weihnachtsmarkt“

## Verkehr
- Der Öffentliche Nahverkehr ist in den Verkehrsverbund Rhein-Neckar integriert. Die Lautertalbahn hat einen Haltepunkt in der Gemeinde.

Seit 2009 fährt ein Regiozug auf den Namen „Hirschhorn“.
- Direkt durch die Gemeinde verläuft die B 270, die von Kaiserslautern über Wolfstein und Lauterecken nach Idar-Oberstein führt. Über die Anschlussstelle Kaiserslautern-West ist Hirschhorn an die A 6 angebunden.